# Limni Vouliagmeni (Loutraki)
Die Limni Vouliagmeni (griechisch Λίμνη Βουλιαγμένη, dt.: Vouliagmeni-See) ist eine Lagune im Gebiet der Gemeinde Loutraki-Perachora-Agii Theodori. 

## Geographie
Der See liegt ca. 16 Kilometer nordwestlich von Loutraki, ganz in der Nähe der archäologischen Stätte von Ireo (Ηραίο Περαχώρας, Iraíon) und der Siedlung Perachora. Er hat eine maximale Länge von 2 km und eine maximale Breite von etwa 1 km. Seine Tiefe überschreitet nicht 40 m.
Im Gegensatz zum Strand von Loutraki hat er einen Sandstrand und ist weniger besucht. Es ist mit dem Golf von Korinth durch einen schmalen Kanal im Süden verbunden.
Nördlich der Lagune erhebt sich der Klitsikas, ein Ausläfer der Gerania-Bergkette bis auf 241 m. Auch am Südwestende des Sees erheben sich Hügel bis über 100 m. Das Ostufer ist mit zahlreichen Ferienwohnungen bebaut und die Bebauung erstreckt sich mit der Sielung Makrigoas (Μακρυγοας) bis auf den Isthmus, der Lagune und Meer trennt. Am Westufer der Lagune gibt es mehrere Restaurants mit der 'Siedlung' Limni Vouliagmenis.

## Geschichte
In der Antike wurde die Lagune „Es'chatiotis“ (Εσχατιώτις) oder „Gorgopis“ (Γοργωπίς) genannt, ein Name, der von der Tochter der Nymphe Gorge Tou Thegarea (Γόργη του Θεγαρεα) stammt, die im See lebte. Im Gebiet nahe der schmalen Seerinne wurden Spuren menschlicher Besiedlung aus Proto-Helladischer Zeit gefunden, was darauf hindeutet, dass das Gebiet seit dem 3. Jahrtausend v.C. bewohnt ist